# Honjō (Saitama)
Honjo (本庄市 Honjō-shi) é uma cidade japonesa localizada na província de Saitama.
Em 2003 a cidade tinha uma população estimada em 61 114 habitantes e uma densidade populacional de 1 664,32 h/km². Tem uma área total de 36,72 km².
Recebeu o estatuto de cidade a 1 de Julho de 1954.
1. ↑  «Honjō». VIAF (em inglês). Consultado em 9 de dezembro de 2019